# Biabou
Biabou ist ein Ort auf der Insel St. Vincent, die dem Staat St. Vincent und die Grenadinen angehört. Das Dorf liegt an der Ostküste der Insel und gehört zum Parish Charlotte.
Das Dorf liegt am Windward Highway, der die Hauptstadt Kingstown mit dem Norden der Insel verbindet. 